# پزشکی شخصی
پزشکی شخصی یا پزشکی شخصی‌شده (عنوان انگلیسی: Personalized medicine) به معنی ارائه خدمات پزشکی متناسب با ویژگی‌های مولکولی فرد می‌باشد.
در این مدل، به عنوان مثال، پزشک با آگاهی از اطلاعات نهفته‌شده در پروفایل مولکولی (امیکس) فرد می‌تواند به او داروی مؤثر (با حداقل آثار سوء جانبی) و در دوز مناسب را تجویز نموده و سفارش مناسب را برای تغییر در سبک زندگی و رژیم غذایی (محیط) به منظور پیشگیری و درمان بیماری‌ها و تغییر صفات ارائه‌دهد.
به لحاظ تئوری، پروفایل مولکولی هر فرد می‌تواند به او یا پزشکش اطلاعاتی در زمینه‌های زیر را بدهد:
- ریسک ابتلا به بیماری‌ها
- چگونگی پاسخ فرد به داروها
- آیا پروفایل مولکولی فرد، وی را مستعد به پیدایش صفات خاصی می‌نماید؟ نظیر: ناسازگاری با لاکتوز، سازگاری با رژیم غذایی خاص

## تاریخچه و چگونگی پیدایش
در گذشته امکان اینکه بتوان از وجود یا عدم وجود این موتاسیون‌های در ژنوم یک فرد اطمینان حاصل کرد وجود نداشت، چرا که استفاده از تکنیکی مانند PCR بسیار زمانبر و عملاً غیرممکن بود، ضمن اینکه بسیاری از صفات و بیماری‌ها چند ژنی و حاصل برهم کنش با محیط بودن و مدل‌های ریاضی برای اندازه‌گیری ریسک ژنتیکی توسعه‌نیافته‌بودند.
از آغاز قرن ۲۱ به بعد دنبال پیشرفت‌هایی که در زمینهٔ تکنولوژی مایکرواری، علوم کامپیوتر و آمار صورت‌گرفت، امکان این فراهم شد که در زمان کوتاه و هزینه پایین ژنوتایپ فرد را در تمام جهش‌های شناخته‌شده تعیین و برای فرد پروفایل ژنتیکی ایجاد کرد. به موازات ژنومیک در زمینه‌های دیگر امیکس نیز در سال‌های اخیر پیشرفت‌های فراوانی صورت‌گرفته که امید است با ترکیب این اطلاعات و بررسی برهم کنش آنها بتوان به سلامت افراد کمک بهتری نمود.
1. ↑  "Profession of Medicine". Harrison's Principles of Internal Medicine (به انگلیسی). Vol. 1 (21 ed.). p. 4.